# Bièvres (Essonne)
Bièvres ist eine französische Gemeinde mit 4700 Einwohnern (Stand 1. Januar 2022) im Département Essonne nahe Paris im Kanton Gif-sur-Yvette. Die Einwohner werden Biévrois genannt.

## Geografie
Bièvres ist die nördlichste Gemeinde des Départements Essonne. Sie liegt an der Bièvre, einem Nebenfluss der Seine, von der sie ihren Namen hat. Dieser leitet sich von einem keltischen Wort ab, das Biber bedeutet.
Sie ist an die RER-Linie C angeschlossen. Trotz ihrer Nähe zu Paris und Versailles hat sie dem Drang zur Verstädterung bislang widerstehen und ihren ländlichen Charakter behalten können.

### Nachbargemeinden
Bièvres grenzt an Jouy-en-Josas, Saclay, Vauhallan, Igny, Verrières-le-Buisson, Châtenay-Malabry und Vélizy-Villacoublay.

## Geschichte
Der Ort wird erstmals im 12. Jahrhundert in Urkunden genannt.

## Kultur
In Bièvres liegen das Haus des Schriftstellers Victor Hugo sowie drei Museen: das Musée français de la photographie (französisches Museum für Fotografie), ein Werkzeug- und ein Feuerwehrmuseum.

## Baudenkmäler
Siehe auch: Liste der Monuments historiques in Bièvres (Essonne)
- Château de la Martinière (Monument historique)
- Château de Vauboyen (Monument historique)

## Städtepartnerschaften
Bièvres ist mit der italienischen Stadt Palestrina bei Rom durch eine Städtepartnerschaft verbunden.